# Allocasuarina media
Allocasuarina media är en tvåhjärtbladig växtart som beskrevs av Lawrence Alexander Sidney Johnson. Allocasuarina media ingår i släktet Allocasuarina och familjen Casuarinaceae. Inga underarter finns listade i Catalogue of Life.